# Saint-Bérain

Saint-Bérain este o comună în departamentul Haute-Loire, Franța. În 2009 avea o populație de 102 de locuitori.